# Nilka
Nilka är ett härad som lyder under den autonoma prefekturen Ili i Xinjiang-regionen i nordvästra Kina.